# Trzciana (Sławoborze)
Trzciana (deutsch Schönau) ist ein Wohnplatz bei Mysłowice (Moitzelfitz) in der Woiwodschaft Westpommern in Polen.

## Geographische Lage
Der Ort liegt in Hinterpommern etwa 35 Kilometer südlich von Kołobrzeg (Kolberg), etwa 500 Meter südlich der Landstraße zwischen Mysłowice (Moitzelfitz) im Westen und Sławoborze (Stolzenberg) im Osten. Westlich des Wohnplatzes liegt ein kleiner, weitgehend verlandeter See. Etwa einen Kilometer südöstlich liegt der zu Słowieńsko (Schlenzig) gehörende Wohnplatz Zagrody (Vierhof).

## Geschichte
Der Ort wurde Ende der 1880er Jahre als zweites Vorwerk des Rittergutes in Moitzelfitz gegründet, nach dem am Anfang des Jahrhunderts gegründeten Wedderwill. Beide Vorwerke wurden um 1890 vom Rittergut Moitzelfitz gelöst und verkauft.
Schönau wurde seitdem als ein selbständiges Gut von wechselnden Besitzern bewirtschaftet. Letzter deutscher Gutsbesitzer war Hans Neubarth, der Schönau von den 1920er Jahren bis 1945 bewirtschaftete. Das Gut umfasste (mit Stand 1939) 291 Hektar Land und hatte einen Bestand von 22 Pferden, 75 Rindern und 120 Schweinen.
Schönau gehörte zunächst zum Gutsbezirk Moitzelfitz und kam nach dessen Auflösung, in der Zeit zu Beginn des Ersten Weltkriegs, zur Landgemeinde Moitzelfitz. Mit Moitzelfitz gehörte es bis 1945 zum Kreis Kolberg-Körlin in der preußischen Provinz Pommern.
Schönau lag unmittelbar an der Kreisgrenze des Kreises Kolberg-Körlin zum Kreis Schivelbein (1932–1945 Landkreis Belgard (Persante)). Das etwa einen Kilometer südöstlich gelegene Vorwerk Vierhof gehörte bereits zum Nachbarkreis.
Nach dem Zweiten Weltkrieg kam Schönau, wie ganz Hinterpommern, an Polen. Die Bevölkerung wurde vertrieben. Der polnische Staat gab dem Ort den Namen Trzciana.

## Entwicklung der Einwohnerzahlen
- 1895: 35[1]
- 1905: 65[1]
- 1925: 97[1]
- 1937: 18 (ohne Kinder)[1]

## Verwaltungsstruktur
Trzciana liegt in der Gmina Sławoborze (Landgemeinde Stolzenberg) im Powiat Świdwiński (Schivelbeiner Kreis) der Woiwodschaft Westpommern.